# Cocktail (álbum)
Cocktail é o álbum de estréia da banda electropop Belanova. O álbum foi gravado na Cidade do México em 2002 e lançado em 14 de Fevereiro de 2003, independente e sem promoção. Por ser independente, o álbum passou seus primeiros meses parado nas prateleiras, mas logo depois a banda foi surpreendida pelos críticos musicais, o álbum foi reconhecido e eleito um dos melhores discos do ano pela revista Rolling Stone. "Tus Ojos" foi o primeiro single lançado e rapidamente alcançou o primeiro lugar na parada de rádios do país. No verão de 2003, o álbum finalmente entrou nas paradas de vendas atingindo a posição número cinco #5. A banda realizou uma turnê de 100 shows por todo o território mexicano. O álbum atingiu Disco de Ouro (50 mil cópias vendidas), após o lançamento dos três singles. Em 2005, já tendo assinado contrato com uma gravadora, o álbum foi relançado pela Universal Music México, por isso as vendas do álbum aumentaram consideravelmente, re-entrou no Top 100 Albums Mexico, com pico de #54, após alguns semanas o álbum já tinha vendido mais de 80 mil cópias. Cocktail é o único álbum mexicano independente da década a realizar tal feito.

## Faixas
| N.º | Título           | Compositor(es)   | Duração |  |
| 1.  | "Barco de Papel" | Denisse Guerrero | 4:50    |  |
| 2.  | "Aún Asi Te Vas" | Denisse Guerrero | 4:13    |  |
| 3.  | "What A Shame"   | Denisse Guerrero | 5:03    |  |
| 4.  | "Fragilidad"     | Denisse Guerrero | 3:44    |  |
| 5.  | "Tranquilo"      | Denisse Guerrero | 3:55    |  |
| 6.  | "Y..."           | Denisse Guerrero | 4:00    |  |
| 7.  | "Apaga la Luz"   | Denisse Guerrero | 4:00    |  |
| 8.  | "Tus Ojos"       | Denisse Guerrero | 3:03    |  |
| 9.  | "Suele Pasar"    | Denisse Guerrero | 3:08    |  |
| 10. | "Arena"          | Denisse Guerrero | 7:07    |  |

## Desempenho
| Paradas (2003/2005) | Melhor posição |
| ------------------- | -------------- |
| México - AMPROFON   | 5              |

### Certificações
| Região | Certificador | Certificação |
| ------ | ------------ | ------------ |
| México | AMPROFON     | Ouro         |